# Ljónstindur
Ljónstindur är en bergstopp i republiken Island. Den ligger i regionen Suðurland, 160 km öster om huvudstaden Reykjavík. Toppen på Ljónstindur är 788 meter över havet.
Trakten runt Ljónstindur är nära nog obefolkad, med mindre än två invånare per kvadratkilometer. Det finns inga samhällen i närheten. Trakten runt Ljónstindur består i huvudsak av gräsmarker.